# Campeonato FIBA Américas de 2007
El Campeonato FIBA Américas de 2007 fue la 13.ª edición del campeonato de baloncesto del continente americano y se disputó en el Thomas & Mack Center de Las Vegas, Estados Unidos, desde el 22 de agosto al 2 de septiembre de 2007. Esta competición entregó dos plazas para los Juegos Olímpicos de Pekín 2008.
Originalmente el torneo iba a ser realizado en Venezuela. Sin embargo, no se realizó el pago correspondiente de un millón y medio de dólares para el 31 de agosto de 2006, por lo que se les retiró la organización. Varios países habían mostrado interés en ser anfitriones del evento, entre ellos Estados Unidos, Chile y Puerto Rico.
El ganador fue Estados Unidos que obtuvo su sexto título continental. Con una selección integrada con estrellas de la NBA, derrotó a todos sus rivales por amplia diferencia y en la final a Argentina. Ambas selecciones finalistas (Estados Unidos y Argentina) obtuvieron la clasificación a los Juegos Olímpicos. Por otro lado, los albicelestes representaron al continente americano en el FIBA Diamond Ball 2008, dado que EE. UU. (el clasificado original por haber sido el campeón continental) decidió no jugar el torneo.[cita requerida]

## Clasificación
Ocho equipos clasificaron a través de los torneos preliminares realizados en sus respectivas zonas durante 2006. Dos equipos ( Estados Unidos y  Canadá) clasificaron automáticamente como los únicos miembros de la zona norteamericana.
- América del Norte:  Canadá,  Estados Unidos
- Caribe:  Islas Vírgenes Estadounidenses,  Puerto Rico
- América Central:  México,  Panamá
- América del Sur:  Argentina,  Brasil,  Uruguay,  Venezuela

El sorteo tomó lugar el miércoles 21 de marzo en Las Vegas. Los equipos fueron divididos en cinco pares; los que salieran primeros irían al Grupo A; los que salieran últimos al Grupo B.
| Par A                    | Par B              | Par C            | Par D          | Par E                                 |
| ------------------------ | ------------------ | ---------------- | -------------- | ------------------------------------- |
| Argentina Estados Unidos | Brasil Puerto Rico | Panamá Venezuela | Canadá Uruguay | Islas Vírgenes Estadounidenses México |

El torneo quedó así dividido en dos grupos:
| Grupo A Argentina México Panamá Puerto Rico Uruguay | Grupo B Brasil Canadá Estados Unidos Islas Vírgenes Estadounidenses Venezuela |

## Formato
- Los cuatro mejores equipos de cada grupo avanzan a los cuartos de final.
- Los resultados y posiciones entre equipos del mismo grupo se conservan.
- Los cuatro mejores equipos de los cuartos de final avanzan a las semifinales (1 vs. 4 y 2 vs. 3). El quinto mejor clasifica al Torneo Preolímpico.
- Los ganadores de ambas semifinales avanzan a la final, teniendo ambos garantizada una plaza en los Juegos Olímpicos. Los perdedores clasifican al Torneo Preolímpico y juegan por el tercer puesto.

### Posiciones
Las posiciones dentro de los grupos son determinadas según los siguientes criterios:
1. Cantidad de puntos.
2. Resultados cabeza a cabeza entre los equipos empatados.
3. Promedio de puntos entre los equipos empatados.
4. Promedio de puntos con todos los equipos del grupo.

## Ronda preliminar

### Grupo A
| Equipo      | Pts. | G | P | Efect. |
| ----------- | ---- | - | - | ------ |
| Argentina   | 8    | 4 | 0 | 1.000  |
| Uruguay     | 7    | 3 | 1 | 0.750  |
| México      | 5    | 1 | 3 | 0.250  |
| Puerto Rico | 5    | 1 | 3 | 0.250  |
| Panamá      | 5    | 1 | 3 | 0.250  |

22 de agosto
| 12:30 | Uruguay     | 88 - 84  | Panamá | Las Vegas |
| 15:00 | Puerto Rico | 89 - 100 | México | Las Vegas |

23 de agosto
| 12:30 | Argentina | 90 - 69  | Uruguay     | Las Vegas |
| 17:30 | Panamá    | 67 - 108 | Puerto Rico | Las Vegas |

24 de agosto
| 12:30 | México      | 90 - 95 | Panamá    | Las Vegas |
| 17:30 | Puerto Rico | 75 - 87 | Argentina | Las Vegas |

25 de agosto
| 17:30 | Uruguay   | 82 - 79  | Puerto Rico | Las Vegas |
| 20:00 | Argentina | 104 - 83 | México      | Las Vegas |

26 de agosto
| 15:30 | Uruguay | 91 - 82  | México    | Las Vegas |
| 21:00 | Panamá  | 92 - 109 | Argentina | Las Vegas |

### Grupo B
| Equipo                         | Pts. | G | P | Efect. |
| ------------------------------ | ---- | - | - | ------ |
| Estados Unidos                 | 8    | 4 | 0 | 1.000  |
| Brasil                         | 7    | 3 | 1 | 0.750  |
| Canadá                         | 6    | 2 | 2 | 0.500  |
| Venezuela                      | 5    | 1 | 3 | 0.250  |
| Islas Vírgenes Estadounidenses | 4    | 0 | 4 | 0.000  |

22 de agosto
| 17:30 | Canadá         | 67 - 75  | Brasil    | Las Vegas |
| 20:00 | Estados Unidos | 112 - 69 | Venezuela | Las Vegas |

23 de agosto
| 15:00 | Venezuela                      | 73 - 80  | Canadá         | Las Vegas |  |
| 20:00 | Islas Vírgenes Estadounidenses | 59 - 123 | Estados Unidos | Las Vegas |  |

24 de agosto
| 15:00 | Canadá | 93 - 83  | Islas Vírgenes Estadounidenses | Las Vegas |
| 20:00 | Brasil | 101 - 75 | Venezuela                      | Las Vegas |

25 de agosto
| 12:00 | Estados Unidos                 | 113 - 63 | Canadá | Las Vegas |
| 15:00 | Islas Vírgenes Estadounidenses | 89 - 93  | Brasil | Las Vegas |

26 de agosto
| 13:00 | Venezuela | 100 - 90 | Islas Vírgenes Estadounidenses | Las Vegas |
| 18:00 | Brasil    | 76 - 113 | Estados Unidos                 | Las Vegas |

## Cuartos de final
Resultados y posiciones de la ronda preliminar entre equipos del mismo grupo son conservados.
| Equipo         | Pts. | G | P | Efect. |
| -------------- | ---- | - | - | ------ |
| Estados Unidos | 14   | 7 | 0 | 1.000  |
| Argentina      | 13   | 6 | 1 | 0.857  |
| Brasil         | 11   | 4 | 3 | 0.571  |
| Puerto Rico    | 10   | 3 | 4 | 0.429  |
| Canadá         | 10   | 3 | 4 | 0.429  |
| Uruguay        | 9    | 2 | 5 | 0.286  |
| México         | 9    | 2 | 5 | 0.286  |
| Venezuela      | 8    | 1 | 6 | 0.143  |

27 de agosto
| 12:30 | Uruguay        | 88 - 95   | Canadá      | Las Vegas |
| 15:00 | Argentina      | 98 - 63   | Venezuela   | Las Vegas |
| 17:30 | Brasil         | 75 - 97   | Puerto Rico | Las Vegas |
| 20:00 | Estados Unidos | 127 - 100 | México      | Las Vegas |

28 de agosto
| 12:30 | Venezuela   | 88 - 79  | Uruguay        | Las Vegas |
| 15:00 | Canadá      | 70 - 85  | Argentina      | Las Vegas |
| 17:30 | México      | 90 - 104 | Brasil         | Las Vegas |
| 20:00 | Puerto Rico | 78 - 117 | Estados Unidos | Las Vegas |

29 de agosto
| 12:30 | Canadá    | 97 - 80  | México         | Las Vegas |
| 15:00 | Venezuela | 63 - 92  | Puerto Rico    | Las Vegas |
| 17:30 | Argentina | 86 - 79  | Brasil         | Las Vegas |
| 20:00 | Uruguay   | 79 - 118 | Estados Unidos | Las Vegas |

30 de agosto
| 13:30 | México         | 101 - 91 | Venezuela | Las Vegas |
| 16:00 | Brasil         | 96 - 62  | Uruguay   | Las Vegas |
| 18:30 | Puerto Rico    | 72 - 66  | Canadá    | Las Vegas |
| 21:00 | Estados Unidos | 91 - 76  | Argentina | Las Vegas |

## Ronda final
|  | Semifinales                     | Semifinales                     |     |                                 | Final                           | Final |  |
|  |                                 |                                 |     |                                 |                                 |       |  |
|  |                                 |                                 |     |                                 |                                 |       |  |
|  | 1 de septiembre de 2007 - 13:00 |                                 |     |                                 |                                 |       |  |
|  | Argentina                       | 91                              |     |                                 |                                 |       |  |
|  | Brasil                          | 80                              |     |                                 |                                 |       |  |
|  |                                 |                                 |     |                                 |                                 |       |  |
|  |                                 |                                 |     |                                 | 2 de septiembre de 2007 - 16:00 |       |  |
|  |                                 |                                 |     |                                 | Argentina                       | 81    |  |
|  |                                 | Estados Unidos                  | 118 |                                 |                                 |       |  |
|  |                                 |                                 |     |                                 |                                 |       |  |
|  |                                 |                                 |     |                                 |                                 |       |  |
|  |                                 |                                 |     |                                 | Tercer lugar                    |       |  |
|  | 1 de septiembre de 2007 - 16:00 | 1 de septiembre de 2007 - 16:00 |     | 2 de septiembre de 2007 - 13:00 | 2 de septiembre de 2007 - 13:00 |       |  |
|  | Estados Unidos                  | 135                             |     | Brasil                          | 107                             |       |  |
|  | Puerto Rico                     | 91                              |     |                                 | Puerto Rico                     | 111   |  |

### Semifinales
| 1 de septiembre, 13:00                | Argentina                             | 91 - 80                               | Brasil                               |  |
| Reporte                               |                                       |                                       |                                      |  |
| Parciales: 17-22, 18-21, 30-13, 26-24 | Parciales: 17-22, 18-21, 30-13, 26-24 | Parciales: 17-22, 18-21, 30-13, 26-24 | Thomas & Mack Center, Estados Unidos |  |
| Scola (27)                            | Pts                                   | (16) García                           | Thomas & Mack Center, Estados Unidos |  |
| Scola (9)                             | Rebs                                  | (9) Splitter                          | Thomas & Mack Center, Estados Unidos |  |
| Prigioni (5)                          | Asists                                | (5) Silva                             | Thomas & Mack Center, Estados Unidos |  |

| 1 de septiembre, 16:00                | Estados Unidos                        | 135 - 91                              | Puerto Rico                          |  |
| Reporte                               |                                       |                                       |                                      |  |
| Parciales: 33-27, 24-15, 43-28, 35-21 | Parciales: 33-27, 24-15, 43-28, 35-21 | Parciales: 33-27, 24-15, 43-28, 35-21 | Thomas & Mack Center, Estados Unidos |  |
| Anthony (27)                          | Pts                                   | (22) Ayuso                            | Thomas & Mack Center, Estados Unidos |  |
| Howard (6)                            | Rebs                                  | (8) Melendez                          | Thomas & Mack Center, Estados Unidos |  |
| James (9)                             | Asists                                | (5) Arroyo, Bermúdez                  | Thomas & Mack Center, Estados Unidos |  |

### Tercer puesto
| 2 de septiembre, 13:00                | Brasil                                | 107 - 111                             | Puerto Rico                          |  |
| Reporte                               |                                       |                                       |                                      |  |
| Parciales: 12-26, 31-22, 26-33, 38-30 | Parciales: 12-26, 31-22, 26-33, 38-30 | Parciales: 12-26, 31-22, 26-33, 38-30 | Thomas & Mack Center, Estados Unidos |  |
| Machado (21)                          | Pts                                   | (39) Ayuso                            | Thomas & Mack Center, Estados Unidos |  |
| Splitter (12)                         | Rebs                                  | (15) Reyes                            | Thomas & Mack Center, Estados Unidos |  |
| Splitter (4)                          | Asists                                | (10) Arroyo                           | Thomas & Mack Center, Estados Unidos |  |

### Final
| 2 de septiembre, 16:00                | Argentina                             | 81- 118                               | Estados Unidos                       |  |
| Reporte                               |                                       |                                       |                                      |  |
| Parciales: 14-35, 20-24, 27-34, 20-25 | Parciales: 14-35, 20-24, 27-34, 20-25 | Parciales: 14-35, 20-24, 27-34, 20-25 | Thomas & Mack Center, Estados Unidos |  |
| Scola (23)                            | Pts                                   | (31) James                            | Thomas & Mack Center, Estados Unidos |  |
| Kammerichs (7)                        | Rebs                                  | (8) Anthony                           | Thomas & Mack Center, Estados Unidos |  |
| Scola (3)                             | Asists                                | (8) Bryant                            | Thomas & Mack Center, Estados Unidos |  |

## Posiciones finales
| Pos.              | Equipo                         | Récord |
| ----------------- | ------------------------------ | ------ |
| Medalla de oro    | Estados Unidos                 | 10-0   |
| Medalla de plata  | Argentina                      | 8-2    |
| Medalla de bronce | Puerto Rico                    | 5-5    |
| 4                 | Brasil                         | 5-5    |
| 5                 | Canadá                         | 4-4    |
| 6                 | Uruguay                        | 3-5    |
| 7                 | México                         | 2-6    |
| 8                 | Venezuela                      | 2-6    |
| 9                 | Panamá                         | 1-3    |
| 10                | Islas Vírgenes Estadounidenses | 0-4    |

|  | Clasificados para los Juegos Olímpicos de Pekín 2008 |
|  | Clasificados para el Torneo Preolímpico FIBA 2008    |